# Manfalut
Manfalut (arabisch منفلوط, DMG Manfalūṭ) ist eine Stadt im mittelägyptischen Gouvernement Asyut. Sie ist Verwaltungszentrum des Bezirks Manfalut. Manfalut hatte 2005 rund 84.000 Einwohner.
Die Stadt liegt am westlichen Ufer des Nils und ist Ausgangspunkt der antiken Karawanenstraße Darb at-Tawil nach Balat. Heute gibt es in der Stadt einen Passagierbahnhof, der an den Linien Alexandria – Luxor, Asyut – Gizeh, Asyut – al-Minya, Kairo Ramses-Bahnhof – Assuan-Staudamm, Luxor – Port Said und al-Minya – Sohag liegt. 
Die Stadt ist Sitz eines Titularbistums der koptischen Kirche. In der Nähe von Manfalut befindet sich die altägyptische Nekropole Dara mit der Chui-Pyramide. Etwa 12 km östlich von Manfalut liegt das Dorf Deir el-Gebrawi mit einer gleichnamigen Nekropole.

## Töchter und Söhne der Stadt
- Mustafa Lutfi al-Manfaluti (1876–1924), Schriftsteller und Dichter
- Schenuda III. (1923–2012), 117. Patriarch von Alexandrien und Papst des Stuhles vom Heiligen Markus (Koptische Kirche)